# Gare de Flez-Cuzy - Tannay
Gare de Flez-Cuzy - Tannay vasútállomás Franciaországban, Tannay településen.

## Vasútvonalak
Az állomást az alábbi vasútvonalak érintik:
- Clamecy-Gilly-sur-Loire-vasútvonal

## Kapcsolódó állomások
A vasútállomáshoz az alábbi állomások vannak a legközelebb:
- gare de Tannay (Paris Gare de Bercy)
- Gare de Cuzy (Gare de Corbigny)